# Juri Grigorjewitsch Kaschinski
Juri Grigorjewitsch Kaschinski (russisch Юрий Григорьевич Кашинский; * 30. April 1986 in Nowosibirsk, Sowjetunion) ist ein russischer Profiboxer im Cruisergewicht und aktueller ungeschlagener WBO-Oriental-Champion. Er wird sowohl von Jewgeni Barabanow als auch von Nikolai Popow trainiert. Gemanagt wird er von Jewgeni Petrow sowie Alexei Titow.

## Karriere
Der Normalausleger absolvierte seine bisherigen Kämpfe alle in seinem Heimatland. Am 15. November des Jahres 2013 gab er erfolgreich sein Profidebüt, als er Yerbol Zholdybayev in Runde 1 ausknockte. 
Im Jahr darauf bezwang er Juri Baraschjan in einem auf 10 Runden angesetzten Gefecht in der 7. Runde vorzeitig. 
Im Jahr 2017 brachte Kaschinski dem Kroaten Kristijan Krstacic seine erste und bisher einzige Niederlage bei, er siegte in einem auf 10 Runden angesetzten Fight in der 2. Runde durch technischen K. o. und erlangte dadurch den vakanten WBO-Oriental-Gürtel und verteidigte diesen gegen Waleri Brudow, Gabor Halasz und Al Sands ebenfalls jeweils durch Knockout.